# Pavilly
Pavilly är en kommun i departementet Seine-Maritime i regionen Normandie i norra Frankrike. Kommunen ligger i kantonen Pavilly som tillhör arrondissementet Rouen. År 2022 hade Pavilly 6 095 invånare.

## Befolkningsutveckling
Antalet invånare i kommunen Pavilly
| Referens: INSEE |